# Arbre de fulla de curri
L'arbre de fulla de curri (Murraya koenigii) és un arbre tropical o subtropical de la família Rutaceae, originari del subcontinent indi. Aquest arbre dona la «fulla de curri» (karivepallai en tàmil i karipatta en malaiàlam).

## Morfologia
És un arbre menut de 4 a 6 m d'alt, les fulles són pinnades, amb 11-21 folíols cadascun de 2 a 4 cm de llarg i 1 a 2 cm d'ample. Les fulles són molt aromàtiques. Les flors són blanques i menudes. El fruit és una baia negra comestible, però les llavors són verinoses.

## Usos
Les fulles són molt apreciades al sud de l'Índia i Sri Lanka. S'utilitzen en curris al moment de fregir la ceba picada, en la primera fase de la preparació. També es fan servir com a ingredient d'altres plats, com thoran, vada, rasam i kadhi. Cal utilitzar les fulles fresques, car les fulles assecades perden molt gust. No es guarden bé a la nevera i toleren malament la congelació.
També s'usen les fulles de l'arbre de fulla de curri com a medicament en la medicina ayurvèdica. Tenen propietats antidiabètiques, antioxidants, antimicrobials, antiinflamatòries, protectores del fetge i antihipercolesteròliques, entre d'altres.

## Galeria

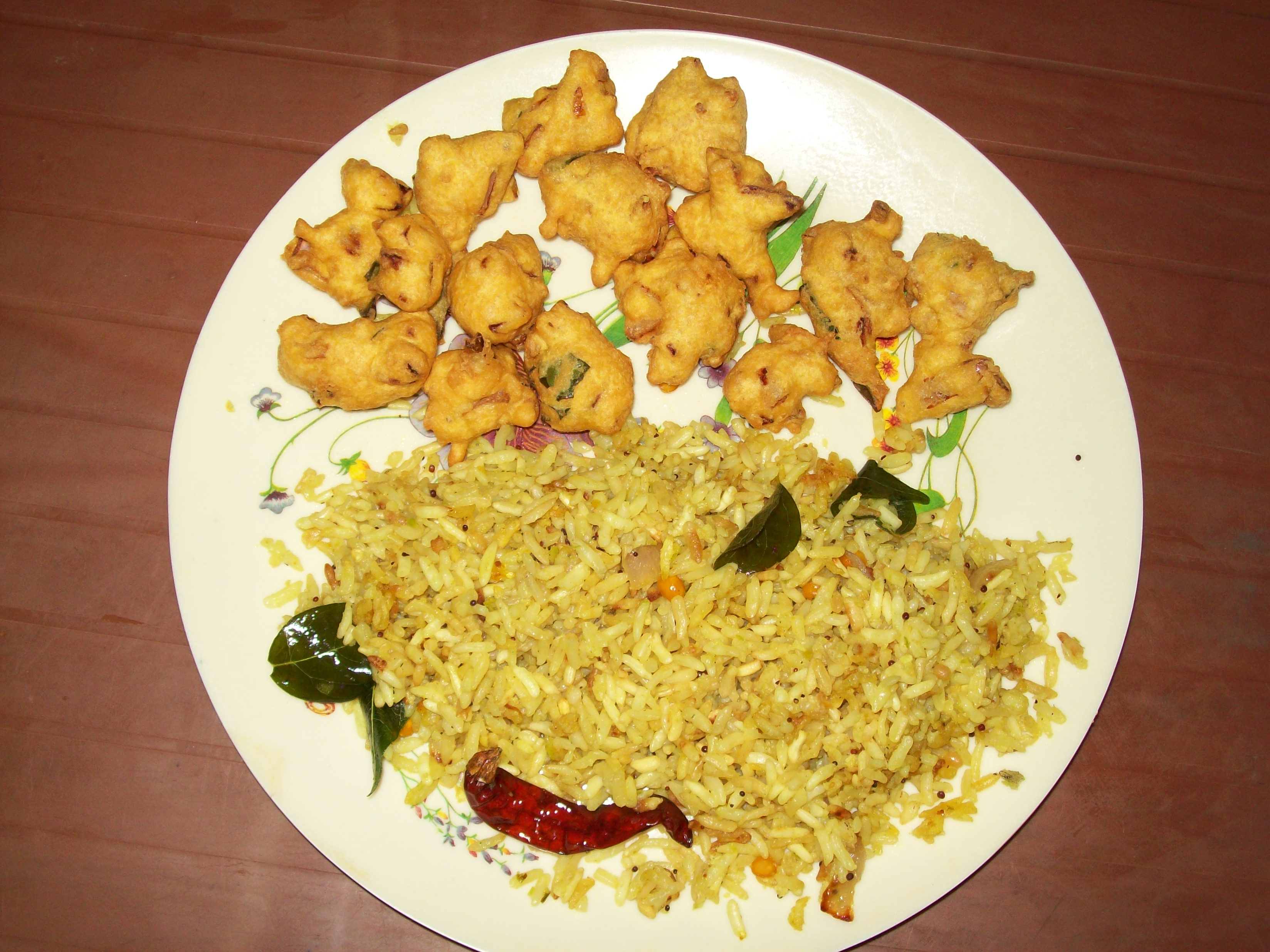
Uggani bajji: esmorzar típic de Rayalasima d'arròs amb bunyols. L'arròs està fregit amb fulla de curri.
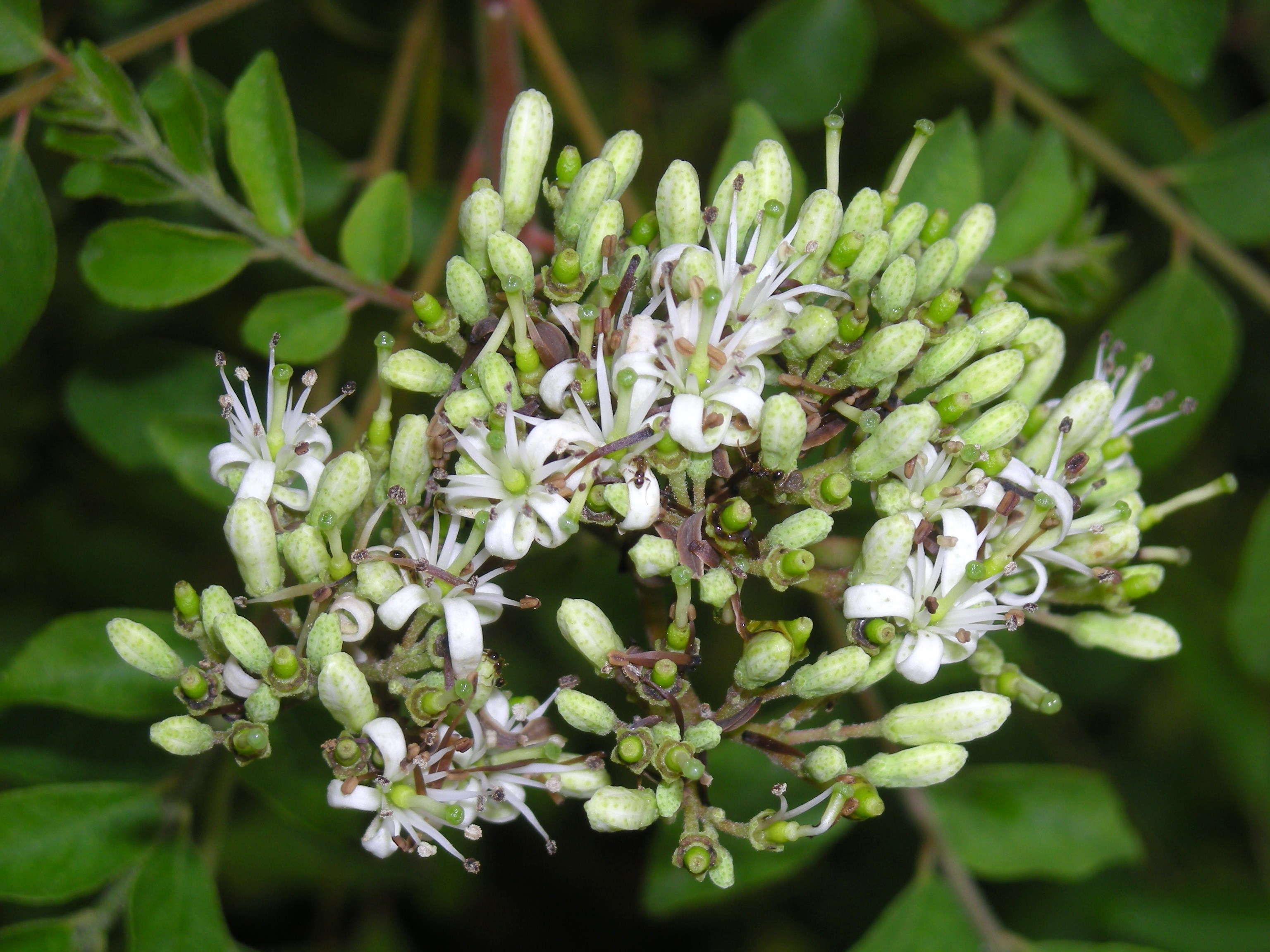
Les flors són blanques i fragants.
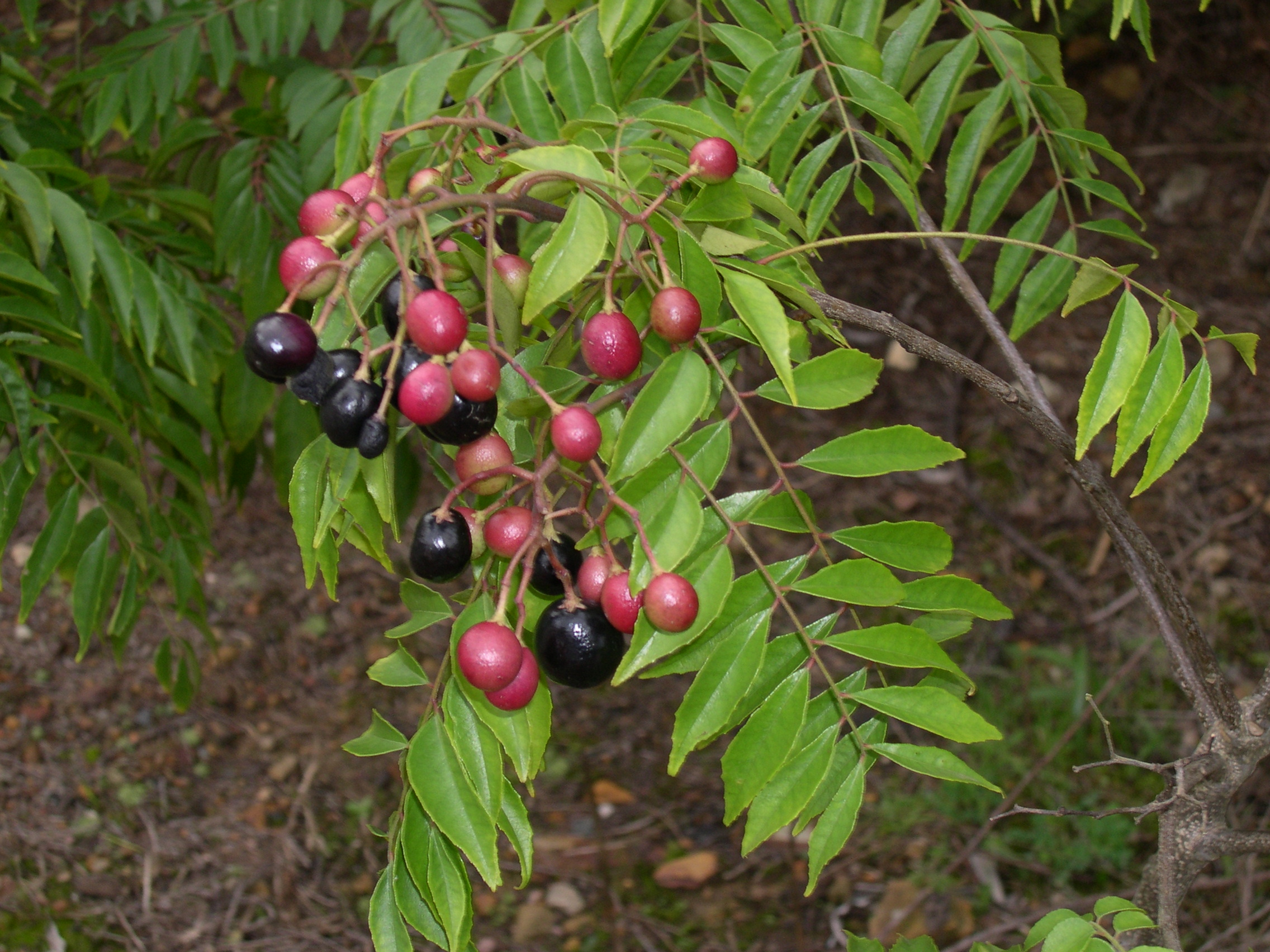
Fruits madurs i encara verds.
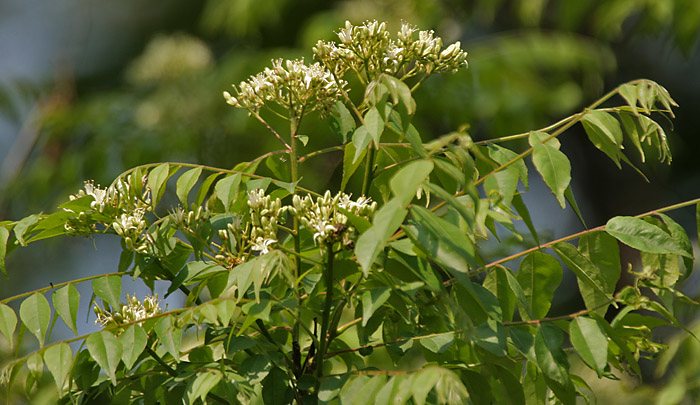
Arbre de fulla de curri a Jalpaiguri, estat de Bengala Occidental, Índia.